# Ario Garza Mercado
Ario Garza Mercado (Monterrey, Nuevo León, México, 11 de abril de 1936-Ciudad de México, México, 3 de enero de 2011), fue bibliotecólogo, abogado, ensayista y poeta.

## Biografía

### Educación
Licenciado en Derecho por la Universidad de Nuevo León (1952-1957), obtuvo el grado de maestro en bibliotecología (Master in Library Science) por la Universidad de Texas.
Entre 1964 y 1965 estudió en el Instituto Nacional de las Técnicas de la Documentación en París, y en 1965 cursó el Programa de post-maestría en Ciencias de la Información, Educación Bibliotecológica y Desarrollo Bibliotecario Latinoamericano en la Universidad de Texas en Austin.

### Carrera profesional
En 1958 Garza Mercado, coadyuvó en la fundación del Departamento de Bibliotecas de la Universidad de Nuevo León, en esta misma universidad fue jefe de la Biblioteca de la Facultad de Economía (1958 a 1965), hoy en día biblioteca Consuelo Meyer L´Epée. En esta biblioteca se impartió un curso para capacitar técnicamente a los trabajadores de las bibliotecas, en el que participó el Mtro. Ario Garza, impartiendo la materia de Organización y Administración de Bibliotecas.
Fue profesor en: el Instituto Tecnológico Autónomo de México (1968-1970), la Facultad de Filosofía y Letras de la Universidad Autónoma de Nuevo León (1968, 1977, y 1979), el Centro de Estudios Internacionales de El Colegio de México (1968-1989), la Escuela Nacional de Biblioteconomía y Archivonomía (1969-1973), la Escuela Interamericana de Bibliotecología en Medellín, Colombia (1970), en la Facultad de Filosofía y Letras de la UNAM (1974-1975) y en la Universidad Pedagógica Nacional (1978-1979).
En 1966 comenzó a laborar como director de la Biblioteca Daniel Cosío Villegas de El Colegio de México en la cual cumplió este papel hasta 1989. Desde este último año fue investigador nacional hasta el 2006, también fue profesor investigador de El Colegio de México asignado a la Biblioteca Daniel Cosío Villegas
Fue presidente de la Asociación Mexicana de Bibliotecarios, A.C. (AMBAC) de 1968 a 1969 y miembro del Consejo Técnico de 1968 a 1982. También fue presidente de la Asociación de Bibliotecarios de Instituciones de Enseñanza Superior e Investigación de 1975 a 1976. Mientras presidió la AMBAC se emitió el Código de Préstamo Inter-bibliotecario, en el que participó el Mtro. Garza en la elaboración y revisión del documento.
Además de lo anterior brindó diversas asesorías, como la del Programa de Mestría en Bibliotecología de la División de Estudios Superiores en la Facultad de Filosofía y Letras de la Universidad Autónoma de Nuevo León (1978, 1979), el Programa de Planeación y Diseño de Edificios de la Dirección General de Bibliotecas de la UNAM (1979- 1983).
A lo largo de los años laborando en El Colegio de México ofreció alrededor de 27 cursos, siendo un ejemplo de esto el curso de Técnicas de investigación para estudiantes de ciencias sociales.
Garza es considerado pionero y experto en la planeación de edificios para bibliotecas, tanto en México cómo en América Latina. Colaboró en el desarrollo de la Biblioteca Daniel Cosío Villegas, planeando y diseñando el edificio, el cual se convirtió en un referente para la construcción y diseño de otras bibliotecas en el país.

## Publicaciones
Garza tiene una amplia lista de publicaciones realizadas a lo largo de su carrera, algunas de ellas son «Enseñanza bibliotecológica: dos ensayos y un proyecto», «Función y Forma de la Biblioteca Universitaria: elementos de planeación administrativa para el diseño Arquitectónico», «Programa de necesidades para la ampliación de la Biblioteca de El Colegio de México, 2004-2024» y «Manual de técnicas de investigación para estudiantes de ciencias sociales y humanidades». Otras publicaciones de él son las siguientes:

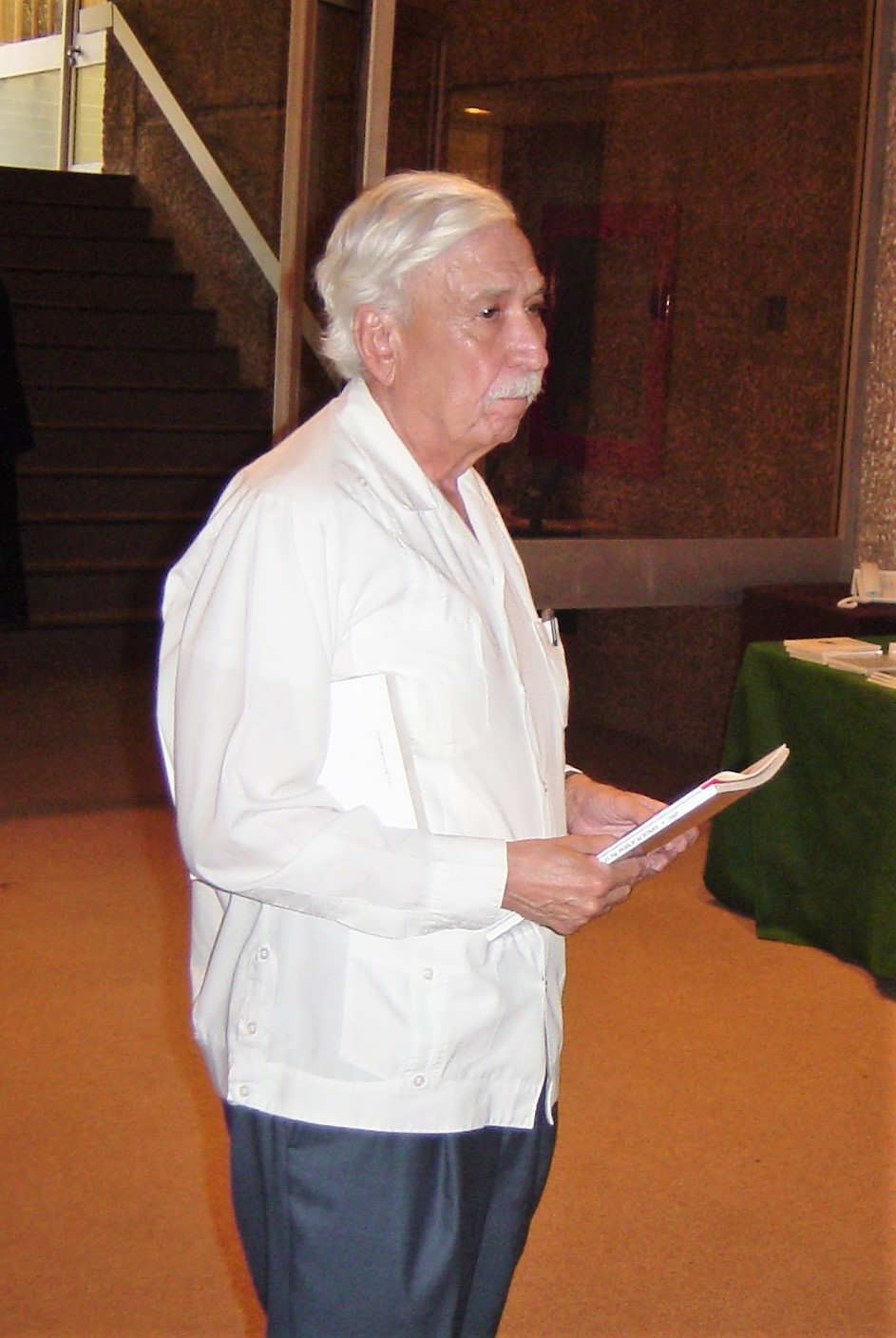
Ario Garza Mercado.

### Obra académica

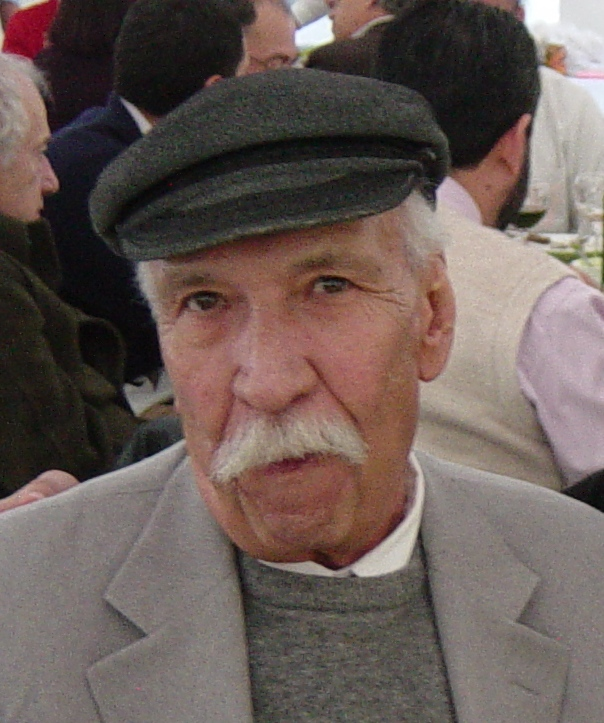
Ario Garza Mercado.